# Distretto di Bagongshan
Il distretto di Bagongshan (八公山区S, BāgōngshānP) è un distretto della Cina, situato nella provincia dell'Anhui.